# Ludwig Meier Cornejo
Ludwig Allan Vicente Meier Cornejo (Lima, 8 de diciembre de 1950) es un administrador de empresas, abogado y político peruano. Fue ministro de Pesquería del Perú durante el gobierno de transición de Valentín Paniagua y en el segundo gobierno de Alberto Fujimori.

## Biografía
Ludwig Meier nació en la ciudad de Lima, el 8 de diciembre de 1950. Fue hijo de Helmuth Meier Barrera y de Bertha Cornejo.
Estudió la carrera de Administración de empresas en la Universidad de Lima y luego Derecho en la Pontificia Universidad Católica del Perú.

## Trayectoria profesional
Como empresario desempeñó los cargos de director de Relaciones Institucionales y Comunicación Corporativa de Telefónica del Perú, además de director de la Confederación Nacional de Instituciones Empresariales Privadas (CONFIEP), miembro del Comité Proinversión de dicho gremio y presidente del Patronato del Rímac.
Ha sido también presidente de la Asociación de Empresas Privadas de Servicios Públicos (ADEPSEP), presidente de la Cámara de Comercio Española (COCEP), segundo vicepresidente de CONFIEP y presidente del Comité CRECE PERÚ del mismo gremio empresarial. Estuvo a cargo de diversas instituciones estatales y privadas, entre ellas la Comisión de Promoción de PromPerú, de la Comisión Nacional de Inversiones y Tecnologías Extranjeras (CONITE) y del Instituto Nacional de Defensa de la Competencia y de la Protección de la Propiedad Intelectual (INDECOPI).

## Trayectoria política
En el año 1995, Ludwig Meir incursionó en el ámbito político cuando fue invitado por la alianza Cambio 90 - Nueva Mayoría para postular al Congreso de la República en las elecciones parlamentarias, sin embargo, no resultó elegido.

### Ministro de Pesquería
El 18 de julio de 1997, Ludwig Meier fue nombrado por el presidente Alberto Fujimori como su nuevo ministro de Pesquería, en reemplazo de Carlos Boggiano. Su nombramiento se debió a la reestructuración del gabinete ministerial, encabezado por Alberto Pandolfi, a raíz de las renuncias de los ministros Francisco Tudela y Tomás Castillo Meza por el caso de la nacionalidad de Baruch Ivcher.
En su gestión firmó la Ley Nº 26953 que impulsaba la creación en el departamento de Loreto, el Centro de Exportación, Transformación,
Industria, Comercialización y Servicios (CETICOS Loreto) , con el fin de promover la inversión privada en infraestructura de la actividad productiva y de servicios.
Meier permaneció en el cargo hasta el 13 de octubre de 1999, donde fue reemplazado en el cargo por Gustavo Caillaux Zazzali en el nuevo gabinete ministerial encabezado por Víctor Joy Way. Sin embargo el 25 de noviembre del año 2000, Ludwig Meier fue nuevamente convocado para ejercer como ministro de Pesquería, siendo en el gobierno de transición encabezado por Valentín Paniagua tras la caída del régimen fujimorista. Su nombramiento fue sorpresivo debido a que Meier había sido miembro y colaborador del gobierno de Fujimori.
En su segunda gestión como ministro, impulsó nuevas leyes en favor de la pesquería y visitó junto con el presidente Paniagua la ciudad de Caral.
Permaneció en el cargo hasta el final del gobierno el 28 de julio del 2001 y fue reemplazado por Javier Reátegui en el gobierno de Alejandro Toledo.

## Controversias
Según declaraciones de Jorge Barata, empresario brasileño y director de la empresa constructora Odebrecht, Ludwig Meier estaría implicado en el Caso Odebrecht debido a que colaboró en el tema de aportes financieros a Fuerza Popular, partido político de Keiko Fujimori.